# Circulaire du 27 mars 2012 portant orientations et instructions pour la préparation de la rentrée 2012
Circulaire Chatel
Lire en ligne

Bulletin officiel

Loi du 11 oct. 2010
La circulaire no 2012-056 du 27 mars 2012 portant « orientations et instructions pour la préparation de la rentrée 2012 », dite circulaire Chatel, est une circulaire signée par Luc Chatel, alors ministre de l'Éducation nationale.

## Contenu
Selon cette longue circulaire qui aborde de nombreux sujets, un passage concerne les parents d'élèves accompagnant les enfants lors des sorties scolaires qui pouvait être compris comme faisant d'eux des participants à l'exécution d'une mission de service public, ce qui les aurait obligé à ne pas porter des signes religieux ostentatoires, ce qu'infirmera l'analyse qu'en fera le Conseil d'État.

« Garantir la laïcité 

La laïcité est un principe constitutionnel de la République : elle donne le cadre qui, au-delà des appartenances particulières, permet de vivre ensemble. Elle est accueillante, à la fois idéal d'une société ouverte et moyen de la liberté de chacun. L'École met en pratique la laïcité et apprend aux élèves à distinguer savoir et croire. Facteur de cohésion sociale, la laïcité s'impose à tous dans l'espace et le temps scolaires. Chacun, à sa place, est le garant de son application et de son respect.
Il est recommandé de rappeler dans le règlement intérieur que les principes de laïcité de l'enseignement et de neutralité du service public sont pleinement applicables au sein des établissements scolaires publics. Ces principes permettent notamment d'empêcher que les parents d'élèves ou tout autre intervenant manifestent, par leur tenue ou leurs propos, leurs convictions religieuses, politiques ou philosophiques lorsqu'ils accompagnent les élèves lors des sorties et voyages scolaires. »

— Section laïcité de la circulaire Chatel.
Ce texte juridique s'inscrit dans la polémique juridico-politique récurrente en France du port du voile islamique par certaines femmes dans l'espace public.
La circulaire peut être vue comme une extension au-delà des élèves de la loi du 15 mars 2004 sur les signes religieux dans les écoles publiques françaises. Le député UMP Éric Ciotti a initié une proposition de loi visant à « inclure les sorties scolaires dans la loi de 2004 » enregistrée le 22 octobre 2014 mais non inscrite à l'ordre du jour.
Le successeur de Luc Chatel au ministère de l'Éducation national, Vincent Peillon, a appliqué cette circulaire. En revanche en octobre 2014, Najat Vallaud-Belkacem, qui leur succède, déclare : « Le principe, c'est que, dès lors que les mamans ne sont pas soumises à la neutralité religieuse (…), l'acceptation de leur présence aux sorties scolaires doit être la règle et le refus l'exception »
. Longtemps réticente, l'essayiste Caroline Fourest se résout à une position ouverte : « Je comprends qu'on puisse souhaiter que ses enfants, même dans les sorties pédagogiques, soient encadrés par des gens qui correspondent plutôt à sa philosophie, mais je pense qu'on ne peut pas aller jusque là, pour une raison de générosité qui vise à faire comprendre la laïcité. C'est un pont entre l'école et l'extérieur, ces mères sont des adultes, et ont fait leur choix. Leur dire qu'elles ne peuvent pas accompagner les enfants en sortie scolaire parce qu'elles portent le voile est un message qui ne passe absolument pas. »

## Jurisprudence
Saisi en septembre 2013 par le Défenseur des droits, Dominique Baudis, qui faisait état de « zones d'ombre » sur le texte de la circulaire, le Conseil d'État rend un avis stipulant que les parents sont de simples « usagers », n'étant ni « agents » ni « collaborateurs » du service public, seuls concernés par « les exigences de neutralité religieuse » auxquels les parents d'élèves ne sont pas légalement soumis. Dans son avis, le Conseil d'État n'infirme ni ne confirme l'interdiction faite aux femmes voilées d'accompagner leurs enfants lors de sorties scolaires. Il souligne par ailleurs le vide législatif concernant un statut intermédiaire entre l'agent et l'usager des services publics, le « collaborateur occasionnel », expression qui est régulièrement utilisé dans de nombreux textes. La liberté de conscience reste la règle, mais les directions d'école et l'Éducation nationale peuvent intervenir en cas de comportement inadapté : « L'institution précise que « les exigences liées au bon fonctionnement du service public de l'éducation peuvent conduire l'autorité compétente, s'agissant des parents qui participent à des déplacements ou des activités scolaires, à recommander de s'abstenir de manifester leur appartenance ou leurs croyances religieuses. »
Interdite d'accompagner une sortie scolaire de l'école primaire Jules-Ferry de Nice programmée en janvier 2014, une mère voilée obtient du tribunal administratif de Nice l'annulation de cette décision et 1 000 € d'indemnisation : « Les parents d'élèves autorisés à accompagner une sortie scolaire à laquelle participe leur enfant doivent être regardés, comme les élèves, comme des usagers du service public de l'éducation. Par suite, les restrictions à la liberté de manifester leurs opinions religieuses ne peuvent résulter que de textes particuliers ou de considérations liées à l'ordre public ou au bon fonctionnement du service ».

### Texte de la circulaire
- Lire l'intégralité de la circulaire